# Sirsi
Sirsi fou un estat tributari protegit a l'agència de Malwa (abans subagència bhil o de Guna), Índia central, del tipuis thakurat garantit. Està a uns 50 km al nord.oest de Goona o Guna.
La superfície era de 39 km² i la població de 4.026 habitants el 1901, 1.352 habitants el 1901 i 994 el 1921). El nombre de pobles era de 27. Els ingressos s'estimaven el mateix any en 25.000 rúpies. El sobirà portava el títol de thakur i era un rajput rathor.
El thakurs eren rajputs rathors descendents de Fateh Singh, germà de Ratau Singh, raja de Ratlam (1652-1658). A la mort d'Amar Singh, fill de Fateh Singh, l'antic jagir de Borkhera fou dividit entre els quatre fills i es van formar els estats separats de Sirsi, Borkhera, Kherwasa i Sadakheri. Fou feudatari de Jaora. Hi havia un acord entre el govern de Jaora i el thakur. El 1820 el maharajà Daulat I Rao Scindia va concedir tres quarts dels ingressos de la taluka a Barut Sah a condició que li pagués l'altra quart i que combatés als giràsies i altres fora de la llei. El 1823 els britànics van garantir l'estat. El 1837 es va fer un nou acord amb Hindu Singh pel qual el pagament d'un quart fou condonat a canvi de serveis militars quan li fossin reclamats. Als darrers any del segle XIX governava Bijai Bahadur. El 1923 va pujar al tron Shambu Singh, nascut el 1881.